# Bernhardinerinnen von Oudenaarde
Die Bernhardinerinnen von Oudenaarde sind (seit etwa 1200) ein kleiner Zweig des Zisterzienserordens, der vor allem in der Krankenpflege und in der Schulbildung tätig ist. Heute bestehen rund 20 Klöster in Belgien und in Afrika.

## Geschichte
Seit dem Ende des 12. Jahrhunderts gab es zur Aufnahme von Alten, Kranken und Reisenden in Oudenaarde ein Liebfrauen-Hospital, das von Nonnen betreut wurde und 1202 von Balduin I. von Konstantinopel, Graf von Flandern eine Schenkung erhielt. Die Nonnen lebten nach einer 1224 von Walter von Marvis, Bischof von Tournai (1219–1251), erlassenen Regel. Sie kamen in den Besitz von 800 Hektar Land und unterhielten das Hospital mit den Pachtgeldern. Im Rahmen der reichlichen Gründung von Frauenklöstern im 13. Jahrhundert gab es ab 1232 Versuche, dem Hospital von Oudenaarde das Zisterzienserinnenkloster De Consilio Beatae Mariae (Moeder van Goede Raad) an die Seite zu stellen, das jedoch nach Ath ausweichen musste und dort unter dem Namen Maria Zuflucht (Refuge Notre-Dame) fortbestand. Die Ähnlichkeit der Lebensweise führte ab dem 14. Jahrhundert dazu, dass die Hospital-Schwestern gelegentlich den Zisterzienserinnen zugerechnet wurden, doch bestand die Gemeinschaft auf ihrer Unabhängigkeit von jedweder Kongregation und auf ihrer eigenen Regel, was sich auch in der Namensgebung als "Bernhardinerinnen" niederschlug.
Von 1566 (Eroberung von Oudenaarde durch den Geusen Jacob Blommaert) bis 1582 (Rückeroberung durch Alexander Farnese) hatte die Gemeinschaft arg zu leiden und floh zeitweise nach Courtrai. Neuerlich gefährdet war sie unter Kaiser Joseph II. und durch die Französische Revolution, konnte sich aber halten. Napoleon Bonaparte erkannte sie 1810 offiziell an unter der Bezeichnung "Dames de l’Hôpital de Notre-Dame". 1843 wurde in Bassevelde (heute Stadtteil von Assenede) eine weitere Gemeinschaft gegründet, die neben der Hospitalarbeit auch eine Schule für bedürftige Mädchen unterhielt, so auch 1848 in Oudenaarde. Ab dieser Zeit war der Name "Bernhardinerinnen" eingebürgert. So war 1858 die Rede vom "Ordo Sancti Bernardi Aldenardensis et Basseveldensis".
1932 griff die Gemeinschaft nach Afrika aus und gründete Missionsstationen, 1932 in Kansi (Ruanda), 1936 in Rwamagana (Ruanda), ferner 1983 im Tschad und 1995 in Burkina Faso. 1946 wurde die Gemeinschaft an den Trappistenorden affiliiert und nannte sich "Bernhardinerinnen-Zisterzienserinnen von Oudenaarde". Generalobere ist derzeit Noëlla Ghijs.

### Klöster und Orte der Bernhardinerinnen in Belgien
- Moeder van Goede Raad, St.Walburgastraat 9, Oudenaarde
- Onze Lieve Vrouw van de Vrede, Hoogstraat 8, Oudenaarde
- Maria, Poort van Gods Genade, Hoogstraat 28a, Oudenaarde (Provinzialat)
- Maria, Koningin van de Apostelen, Hoogstraat 28b, Oudenaarde
- Moeder van de Kerk, St.-Jozefsplein 11, Oudenaarde
- Onze Lieve Vrouw van de Armen, G.Moreaustraat 102, Anderlecht
- Maria onze Hoop, Keizer karelstraat 127, Gent (Generalat)
- Morgenster, Frans Ackermanstraat 25, Gent
- Onze Lieve Vrouw van de Rozenkrans, Assenedestraat 18, Bassevelde
- Moeder van de Zee, Koninklijke Baan 18, De Panne
- Benediktushuis, Emiel Clauslaan 121, Deinze (Astene)
- Ruach, Apostelhuizen 24, Gent (Haus im Geist von Taizé)

### Klöster in Afrika
- Marie Immaculée, Kigali, Ruanda
- La Vierge des Pauvres, Kamonyi (Kigali), Südprovinz (Ruanda)
- Notre-Dame du Bon Conseil, Kansi (Butare), Ruanda
- Notre-Dame de l'Etoile, Butare, Ruanda
- Notre-Dame de l'Annonciation, Butare, Ruanda
- Marie Médiatrice, Munyaga (Rwamagana), Ruanda
- Marie Mère de Dieu, Mbalkabra, Tschad
- Notre-Dame de la Paix, Bao, Tschad
- Notre-Dame de la Providence, Bobo, Burkina Faso

### Angeschlossene Klöster in Frankreich und England
- Kloster La Merci-Dieu (Sarthe), St Jean d'Assé, Frankreich
- Our Lady of West Malling, Ewell Monastery, West Malling, Kent, England (1966–2004)